# Adriana Ramelli
Adriana Adele Ramelli (Calprino, 22 aprile 1908 – Lugano, 4 marzo 1996) è stata una letterata svizzero-italiana.

## Biografia
Era nata a Calprino nel 1908 dall'architetto Bernardo Ramelli e dalla pittrice Carla Chiesa. Dopo la frequenza al Liceo di Lugano, passò alla facoltà di lettere antiche dell'Università di Pavia nel 1932 dove ottenne anche il dottorato.
Dopo gli studi lavorò alla Biblioteca cantonale di Lugano dal 1931 con il direttore di allora, Francesco Chiesa. Dal 1933 collaborò anche con la Biblioteca Nazionale Svizzera.
Dal 1941 successe al Chiesa alla direzione della biblioteca e con lei venne inaugurata anche la sede attuale, il 14 giugno 1942, posta nel parco Ciani e progettata dagli architetti Carlo e Rino Tami. Questo evento ebbe grande importanza perché fu la prima donna ad assumere un incarico direttivo di rilievo nel Canton Ticino e si avvalse in seguito dell'ausilio di altre donne nella gestione della Biblioteca.
Lavorò a lungo per avvicinare la cultura italiana e ticinese organizzando eventi e costituendo una sorta di rifugio culturale per i numerosi fuoriusciti italiani durante la seconda guerra mondiale e diede anche un notevole impulso alla cultura locale con mostre e pubblicazioni.
Il suo principale campo di studio fu Alessandro Manzoni, argomento che la vide autrice di numerose pubblicazioni come il saggio Le edizioni manzoniane ticinesi pubblicato nel 1965.
La sua direzione alla Biblioteca terminò nel 1973 per entrare in pensione, e le successe Adriano Soldini.
Ricevette il Premio massimo della Fondazione Lavezzari nel 1982.
Non era sposata e visse sempre a Lugano. Dopo un periodo di riposo trascorso alla Ca' Rezzonico, morì nel 1996 all'Ospedale Civico di Lugano.